# Catedrala Evanghelică din Sibiu
Catedrala evanghelică din Sibiu (în germană Evangelische Stadtpfarrkirche) este una  din clădirile reprezentative ale goticului din Transilvania. Este catedrala Bisericii Evanghelice C.A. și biserica parohială a comunității evanghelice din Sibiu.

## Descriere

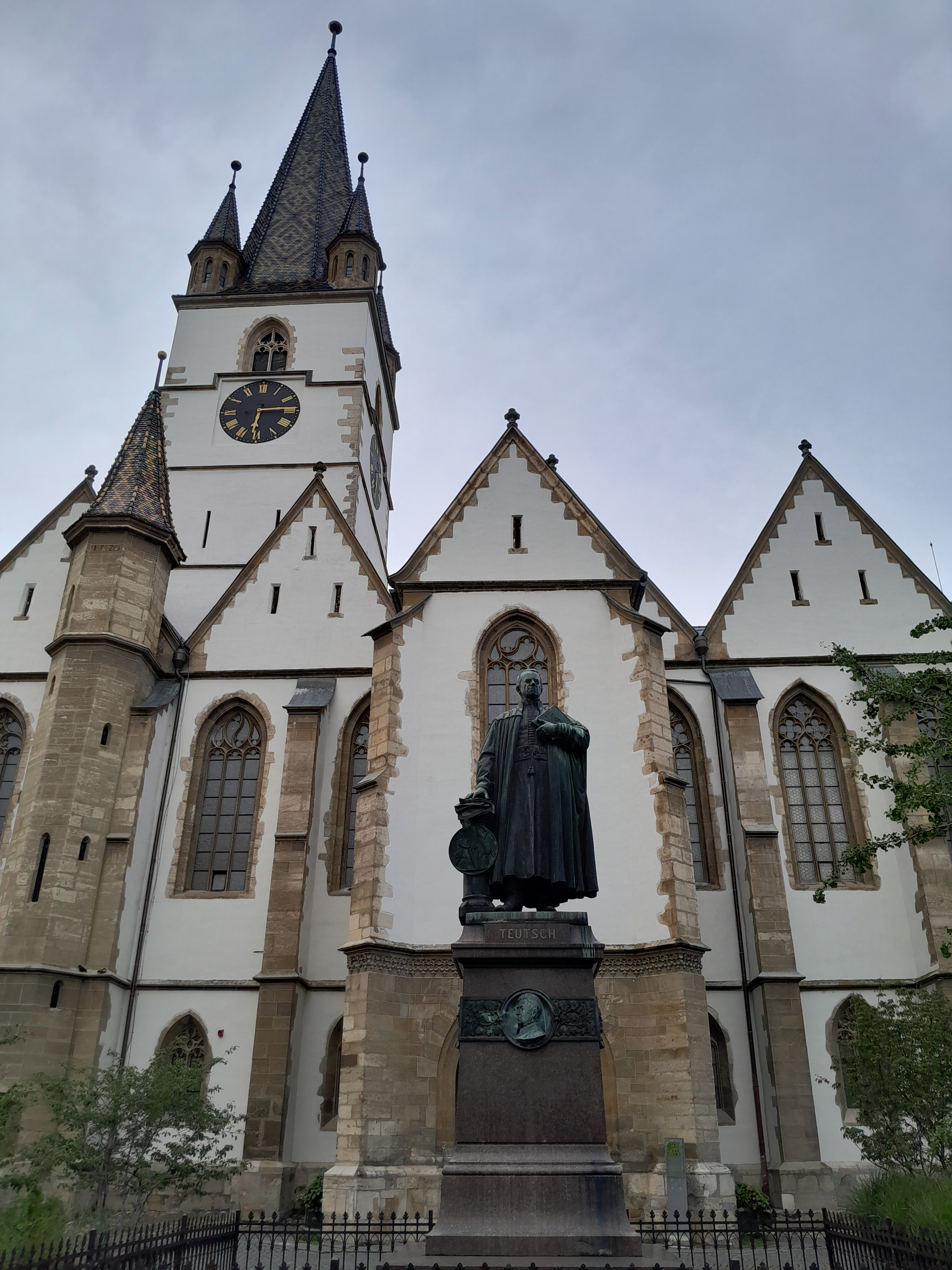
Catedrală 2025

Forma actuală este cea de după renovarea din 1520, pe structura vechii bazilici romanice din secolul al XII-lea. În fața bisericii se găsește statuia episcopului Georg Daniel Teutsch (1817-1893), ridicată în 1899. Interiorul bisericii este în stil gotic, cu bolți arcuite și pietre funerare pe pereții din nord. Biserica se află situată în Piața Huet f.n.
Clădirea este dominată de turnul pe 7 nivele, cu patru turnulețe pe colțul acoperișului, semn că orașul avea drept de condamnare (în latină ius gladii, literal „dreptul sabiei”). Cu o înălțime de aproximativ 74 m, biserica se află pe locul al doilea în România, după Biserica Evanghelică din Bistrița.
Corul catedralei este la balcon pe latura de sud și cuprinde o orgă în stil baroc realizată de un meșter slovac în 1671, care a înlocuit prima orgă adusă la Sibiu în 1585. În 1914 a fost instalată marea orgă a bisericii, cea mai mare orgă din sud-estul Europei, iar în 1997 a fost complet renovată.
Biserica este un amplu edificiu în stil gotic, cu planul format dintr-un cor poligonal compus din trei travee, flancat la nord de o sacristie; urmează spre vest un transept, apoi nava centrală și cele două laterale; în vest a fost construit turnul masiv, înglobat în cele din urmă într-un nartex format, la rândul său, din trei nave.
Biserica parohială evanghelică "Sf. Maria" din Sibiu a fost inclusă pe lista monumentelor istorice din județul Sibiu din anul 2004, având codul de clasificare  SB-II-m-A-12078. Pe această listă este trecută ca perioadă de datare anii 1350-1520. De asemenea, casa parohială evanghelică și consistoriul districtual al Bisericii Evanghelice C.A., clădiri aflate în vecinătate, sunt și ele incluse în aceeași listă.

## Istoric

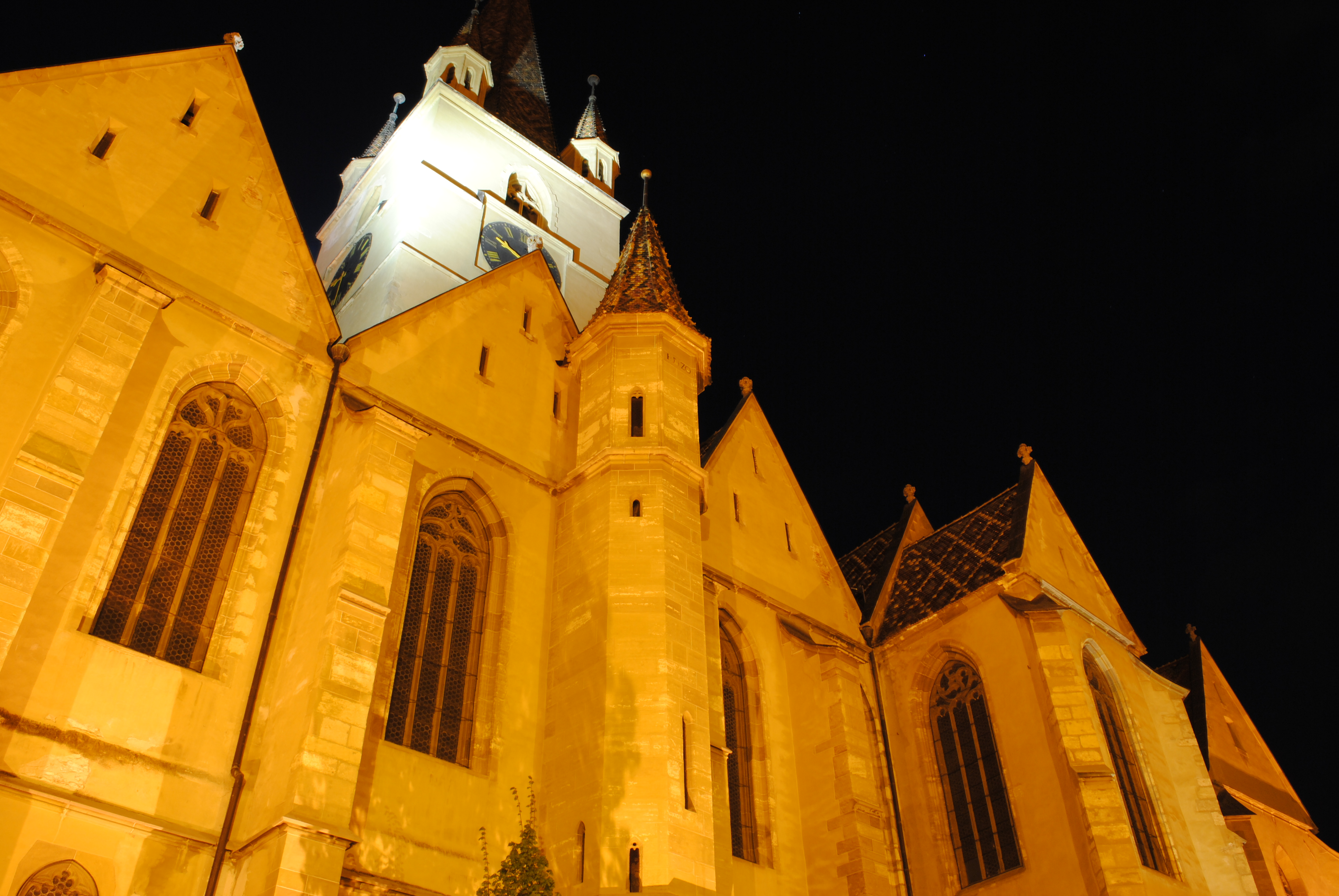
Biserica Evanghelică, fotografie nocturnă

Biserica văzută din turnul primăriei

Partea cea mai veche a edificiului, așa cum reiese și dintr-un document din 1371, era corul, dar foarte probabil se definitivase și planul bazilical al bisericii, inclusiv transeptul. Tot atunci începuse construcția turnului, ridicat doar până la înălțimea etajelor inferioare. În acel moment, biserica cu hramul Sf. Maria se prezenta ca o bazilică cu transept și sacristie, navele laterale având doar jumătate din lățimea navei principale. 
Prima mențiune a acestei bazilici se găsește într-un document papal din anul 1322.
După câteva decenii în care, din motive mai puțin cunoscute, activitatea de pe șantierul bisericii fusese întreruptă, după 1424 au fost reluate lucrările. În această etapă au fost înălțați pereții navei centrale cu 2,60 metri, iar navele laterale au fost lărgite. Traveele dreptunghiulare ale navei au primit bolți în cruce pe ogive, ca și cele ale colateralelor, unde au fost refolosite vechile chei de boltă. În 1448 a început amplificarea spre vest a bisericii, prin construcția nartexului amintit mai sus, care a primit denumirea cunoscută azi - ferula. 
Aspectul bisericii a fost modificat pe latura sudică după 1474, când s-a hotărât transformarea bazilicii într-o biserică-hală. S-a supraînălțat astfel peretele exterior sudic, iar în interior, prin transformarea structurii zidului, s-a format o tribună laterală prevăzută cu boltă stelată. Tribuna a fost prelungită și deasupra navei sudice a ferulei, precum și deasupra transeptului, dar aici a fost apoi înlăturată. În 1494 a fost terminat turnul bisericii, supraînălțat cu încă două etaje. Alte lucrări mai puțin ample au constat din construirea celor două pridvoare situate pe laturile de sud și nord, ambele adăpostind câte un portal cu ancadramente gotice bogat profilate. Deasupra portalului sudic a fost construită o capelă, iar în 1520 a fost ridicat turnulețul cu scara spiralată de pe aceeași fațadă, încheindu-se definitiv lucrările. 
Proporțiile bisericii: axa longitudinală (fără turn) este de 58,14 m, lungimea corului 17,37 m, înălțimea navei centrale 15,80 m și a turnului clopotniței de 73,34 m.
În anul 1867 biserica a devenit catedrală, după transferarea scaunului episcopatului luteran săsesc de la Biertan la Sibiu.

## Exteriorul

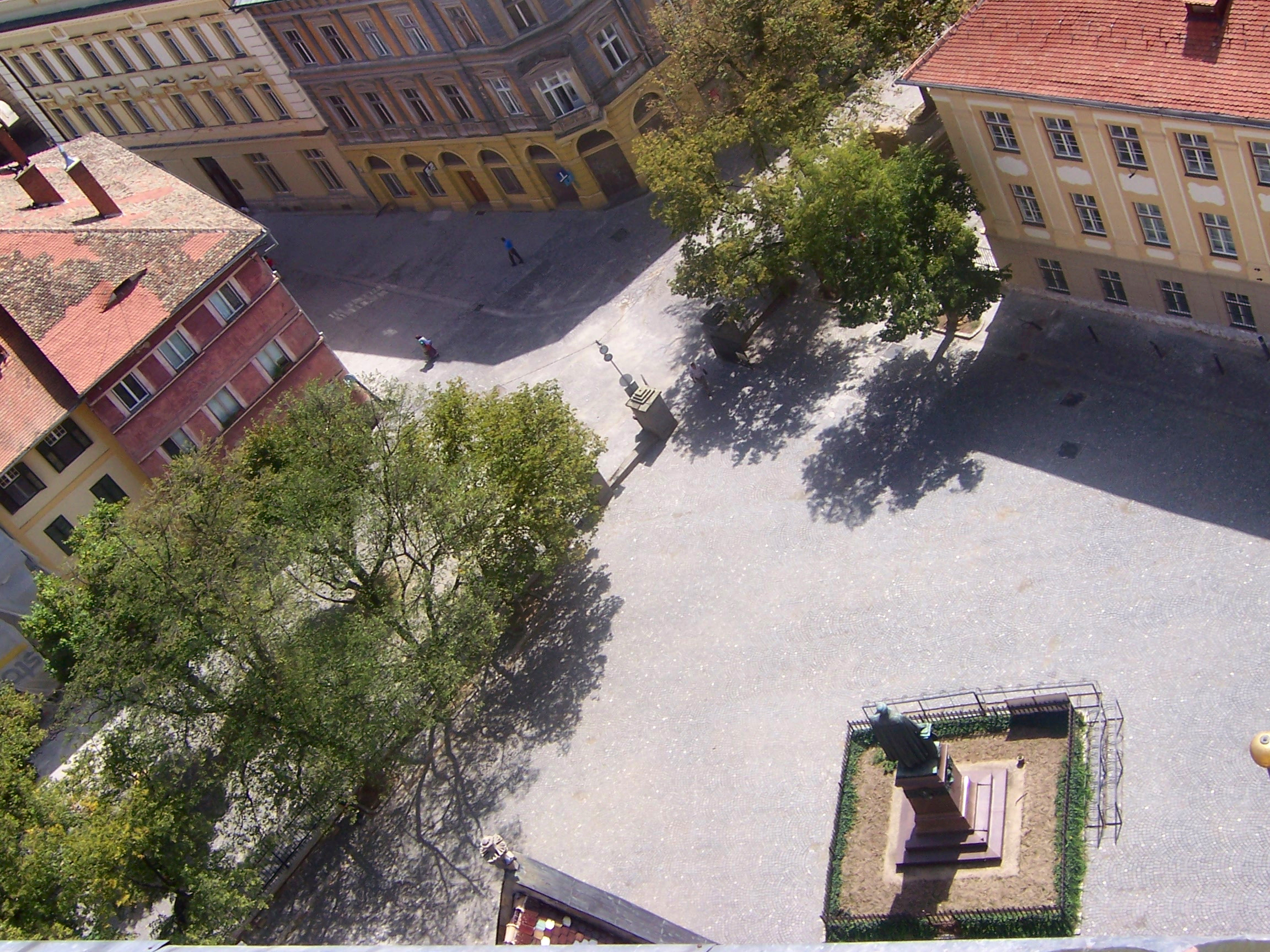
Vedere din turnul Bisericii Evanghelice

În exterior rețin atenția cele două ancadramente de portal plasate în interiorul pridvoarelor de sud și nord. Portalul sudic este mai vechi, fiind executat în 1457. În nord, pietrarul Nicolaus a terminat pridvorul în anul 1509, după modelul celui din sud. 
În nord-estul monumentului se află ușa de acces la sacristie, care deasupra cadrului cu baghete încrucișate are încastrat în zidărie un detaliu al unei uși în stil renascentist, provenit foarte probabil din casa comitelui Albert Huet, blazonul său fiind datat în 1595.
Pe fațada din sud a corului, deasupra unei uși gotice, este încastrat un relief cu tema Rugăciunea pe Muntele Măslinilor. Deși lucrarea a suportat intervenții ulterioare destul de radicale, se recunoaște scena în care Isus, într-un peisaj arid, stă îngenuncheat în fața potirului. Relieful este atribuit unui atelier local inspirat din sculptura gotică central-europeană din ultimul sfert al secolului al XV-lea.

## Interiorul

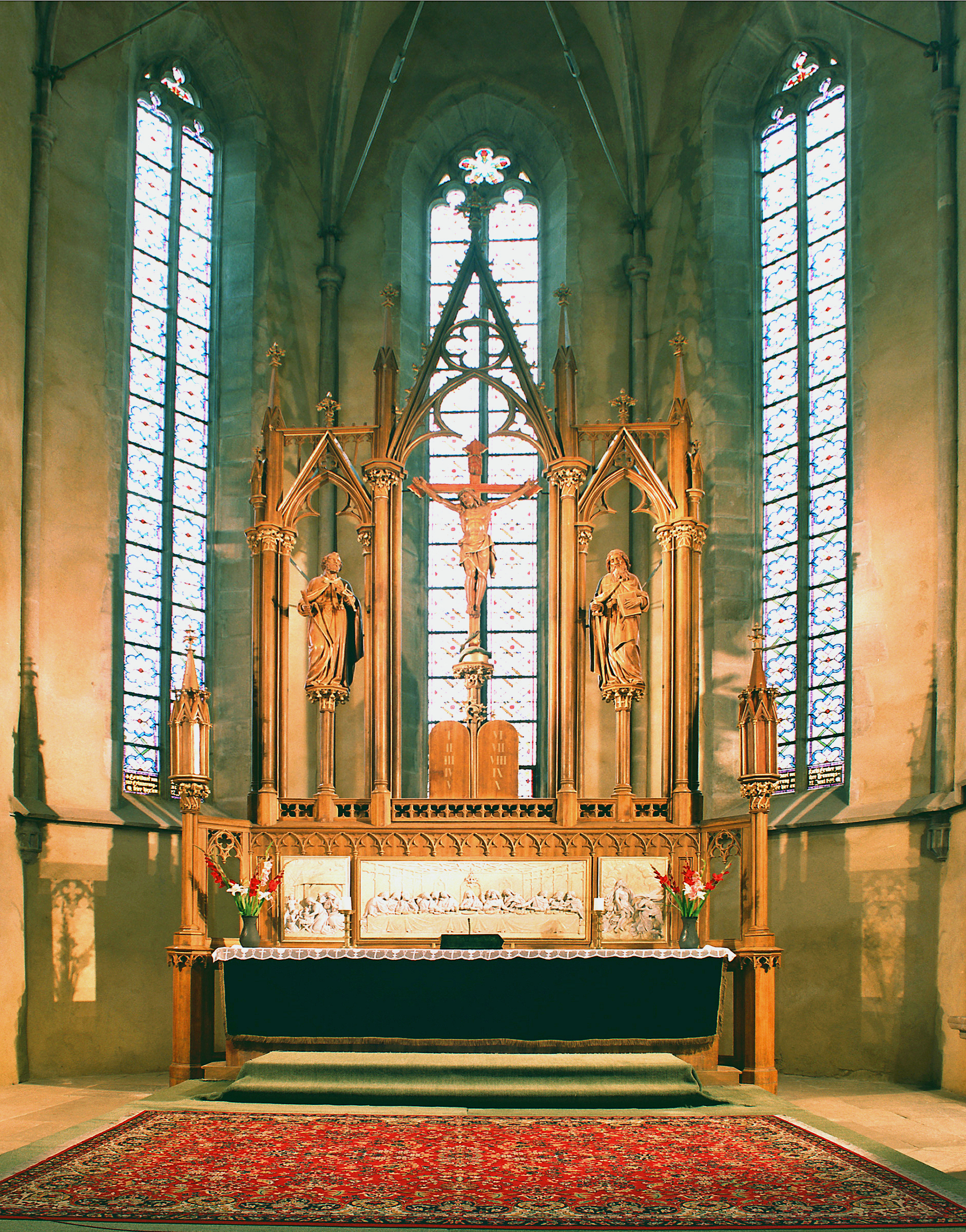
Altarul

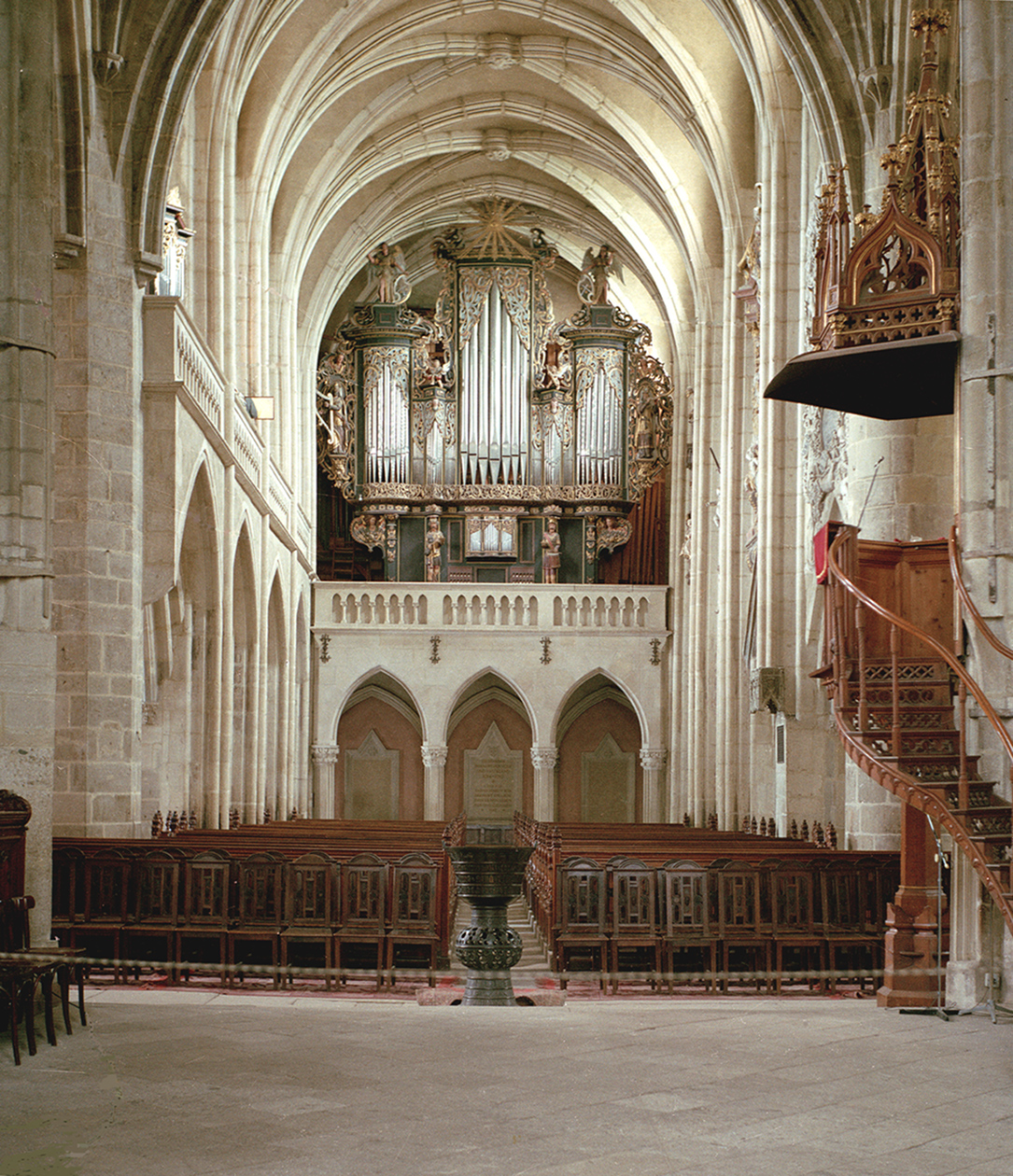
Orga

În interior, în colaterala nordică, ogivele se sprijină pe console cu motive vegetale, una dintre ele fiind decorată cu o mască umană. Pe cheile de boltă sunt reprezentați Maria și Isus, apoi simbolurile evangheliștilor Luca și Marcu. Elemente sculpturale mai deosebite întâlnim și în nava laterală de sud. Aici cheile de boltă cu decor figurativ sunt cele cu imaginea lui Isus Cristos, a mielului cu stindardul Agnus Dei și a lui Isus Cristos cu cartea în mână. Menționăm de asemenea cheia de boltă cu reprezentarea episcopului Wolfgang aflată în ferulă.
Pe peretele de nord al corului se află o frumoasă frescă reprezentând Răstignirea, încadrată de un decor arhitectural în care sunt plasate o serie de personaje biblice și istorice. Pictura este executată de pictorul Johannes de Rosenau în 1445, presupus a fi originar din Austria. În mod cert, maniera sa de a picta poartă amprente specifice locului său de origine, iar din punct de vedere iconografic se pot sesiza și influențe italiene. Pictura a fost restaurată de pictorul restaurator Liviu Ciungan în anii 1989-1990. 
Deosebit de valoros și bogat este inventarul bisericii. Chiar dacă o serie de vase de cult din argint aurit, opere ale unor vestiți meșteri sibieni, precum Sebastian Hann, nu sunt accesibile publicului, alte piese de mare valoare pot fi admirate în biserică.
Deasupra orgii se poate observa si ochiul lui Horus, semn clar folosit de Masoni.

## Ferula
Ferula a fost despărțită de corpul central al bisericii în 1853, pentru a fi un loc pentru ceremonii mai intime. În ferulă există o galerie de 67 de lespezi funerare, unice în România.
Până spre mijlocul secolului al XVIII, personalitățile marcante ale orașului erau îngropate în biserică. Acest obicei a fost interzis în 1796, singura excepție fiind a baronului Samuel von Brukenthal. Cele mai vechi lespezi sunt ale lui Georg Hecht (1496) și Nicolaus Proll (1499), urmate de Mihnea Vodă cel Rău (1510), care a fost ucis în fața bisericii de către Iacșăg.
În ferulă se mai păstrează vechiul amvon de piatră din 1520 realizat de Andreas Lapicida, o cristelniță de marmură din secolul al XVII-lea, altarul de la biserica fortificată din Dobârca, precum și alte obiecte bisericești.
